# Svenska Scoutrådet

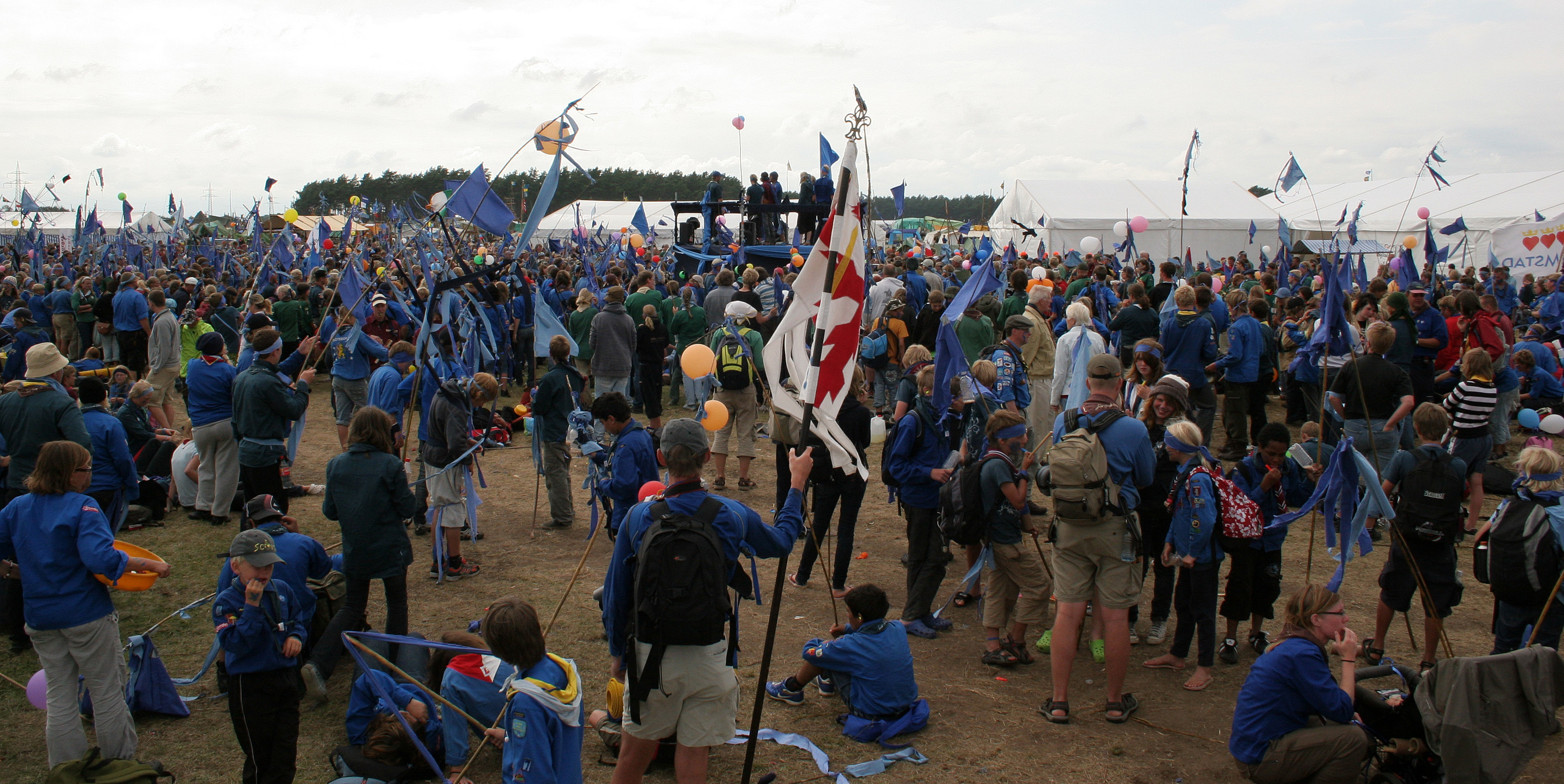
Verbandslager der schwedischen Pfadfinder zum 100. Jubiläum der Pfadfinderbewegung

Svenska Scoutrådet (SSR; schwedisch für Schwedischer Pfadfinderrat), gegründet 1968, war bis September 2013 ein Dachverband der schwedischen Pfadfinderbewegung.

## Geschichte
Die ersten Pfadfindergruppen entstand in Schweden bereits 1908 und nur zwei Jahre später bildeten sich auch Pfadfinderinnengruppen. 1922 wurden die schwedischen Pfadfinder Mitglied der World Organization of the Scout Movement; 1928 folgten die schwedischen Pfadfinderinnen mit der Mitgliedschaft in der World Association of Girl Guides and Girl Scouts.
Heute hat der Svenska Scoutrådet etwa 90.000 Mitglieder. Die meisten Pfadfindergruppen sind koedukativ.
Die schwedischen Pfadfinder hatten immer eine enge Bindung an das schwedische Königshaus. König Carl XVI. Gustaf ist das prominenteste Mitglied der schwedischen Pfadfinderbewegung.
Das Pfadfindermotto lautet auf Schwedisch: Var redo! - Alltid redo! (Seid bereit! - Allzeit bereit!).

## Mitgliedsorganisationen
- Svenska Scoutförbundet (SSF; Schwedischer Pfadfinderverband); überkonfessioneller Verband mit 55.000 Mitgliedern
- Svenska Missionskyrkans Ungdom Scout (SMU; Pfadfinderorganisation der Schwedischen Missionskirche) mit 18.000 Mitgliedern
- KFUK-KFUMs Scoutförbund (Pfadfinderverband des schwedischen YWCA und YMCA) mit 10.000 Mitgliedern
- Nykterhetsrörelsens Scoutförbund (NSF; Pfadfinderverband der Guttempler)  mit 5.500 Mitgliedern
- Frälsningsarméns Scoutförbund (FA; Pfadfinderverband der Heilsarmee) mit 1.200 Mitgliedern